# Semiothisa panauges
Semiothisa panauges är en fjärilsart som beskrevs av Louis Beethoven Prout. Semiothisa panauges ingår i släktet Semiothisa och familjen mätare. Inga underarter finns listade i Catalogue of Life.